# NGC 3882
NGC 3882 é uma galáxia espiral barrada (SBbc) localizada na direcção da constelação de Centaurus. Possui uma declinação de -56° 23' 20" e uma ascensão recta de 11 horas, 46 minutos e 06,1 segundos.
A galáxia NGC 3882 foi descoberta em 3 de Abril de 1834 por John Herschel.